# Els Aristogats
Els Aristogats (títol original en anglès: The Aristocats) és una pel·lícula d'animació estatunidenca de 1970, produïda per Walt Disney Productions. Està basada en la història de Tom McGowan i Tom Rowe, que gira al voltant d'una família de gats de l'aristocràcia. El títol original de la pel·lícula és una paranomàsia de la paraula anglesa aristocrats (aristòcrates).

## Argument
La gata Duquessa ha tingut tres gatets i la seva mestressa vols deixar-los l'herència. Edgar, el majordom, ho sent i planeja desfer-se'n per tenir ell la fortuna. Mentre se'ls està emportant drogats, un gos els ataca i els gats cauen al mig del camí. Allà desperten l'endemà sense saber on són. Un gat del carrer i amant del jazz, Thomas O'Malley, es compromet a guiar-los de nou cap a casa. En aquest camí, els dos gats s'enamoren però la Duquessa no vol deixar la seva mestressa i viure al carrer.
Decebut, Thomas marxa de nou cap a un refugi, sense saber que Edgar ha capturat els gats només arribar i planeja enviar-los a l'estranger en una caixa. El seu amic, el ratolí Roquefort, l'avisa perquè els rescati i vencen el majordom en un combat. Finalment, Thomas passa a formar part de la família.

## Repartiment
- Thomas O'Malley: Phil Harris
- Duquessa: Eva Gabor
  - Duquessa (cançons): Robie Lester
- Marie: Liz English
- Berlioz: Dean Clark
- Toulouse: Gary Dubin
- Roquefort: Sterling Holloway
- Madame Bonfamille: Hermione Baddeley
- Edgar: Roddy Maude-Roxby
- Frou-Frou: Nancy Kulp
  - Frou-Frou (cançons): Ruth Buzzi
- Napoleó: Pat Buttram
- Lafayette: George Lindsey
- Amelia Locuaz: Carole Shelley
- Abigail Locuaz: Monica Evans
- Oncle Waldo: Bill Thompson
- Georges Hautecourt: Charles Lane
- Gat Jazz: Scatman Crothers[2]
- Gat xinès: Paul Winchell
- Gat anglès: Lord Tim Hudson
- Gat italià: Vito Scotti
- Gat rus: Thurl Ravenscroft
- Lleter: Peter Renaday

## Anàlisi
La pel·lícula explora el contrast entre el món vital i alegre del carrer i el fred de l'aristocràcia, malgrat l'amor de la mestressa pels gats. És un tema propi dels contes, així com la trama per a aconseguir el testament amb argúcies.
Aquesta obra va ser la darrera aprovada per Walt Disney en persona, que va morir abans de la seva estrena. La bona recepció va propiciar una reestrena el 1981. Es porta planejant una seqüela per a aquesta pel·lícula en 2005, es va emprendre el treball en 2007 però es va eliminada per la compra de la companyia per part de Pixar i a cancel·lar el projecte en 2006. Actualment no se sap res de la suposada The Aristocats 2.

## Premis[calcitació]
- Golden Screen: Golden Screen (1973)
- Golden Screen: Golden Screen with 1 Star (1981)